# Чемпіонат Європи з футболу 1984 (склади команд)/Португалія

## Складзбірної ПортугаліїнаЧемпіонаті Європи 1984року
| №               | Гравець              | Клуб (у 1984)      | Дата народження   | Вік      | Ігор                        | Голів                       |                             |
| Воротарі        | Воротарі             | Воротарі           | Воротарі          | Воротарі | Воротарі                    | Воротарі                    | Воротарі                    |
| --------------- | -------------------- | ------------------ | ----------------- | -------- | --------------------------- | --------------------------- | --------------------------- |
| 1               | Мануел Бенту         | Бенфіка            | 25 червня 1948    | 35       |                             |                             |                             |
| 12              | Жоржи Мартінш        | Віторія            | 22 серпня 1954    | 29       |                             |                             |                             |
| 20              | Вітор Дамаш          | Портімоненсе       | 8 жовтня 1947     | 36       |                             |                             |                             |
| Нападники       |                      |                    |                   |          |                             |                             |                             |
| 2               | Таманьїні Нене       | Бенфіка            | 20 листопада 1949 | 34       |                             |                             |                             |
| 3               | Руй Жордан           | Спортінг (Лісабон) | 9 серпня 1952     | 31       |                             |                             |                             |
| 6               | Фернанду Гомеш       | Порту              | 22 листопада 1956 | 27       |                             |                             |                             |
| 19              | Діамантіну Міранда   | Бенфіка            | 3 серпня 1959     | 24       |                             |                             |                             |
| Півзахисники    |                      |                    |                   |          |                             |                             |                             |
| 4               | Фернанду Шалана      | Бенфіка            | 10 лютого 1959    | 25       |                             |                             |                             |
| 5               | Карлуш Вермельїнью   | Порту              | 9 березня 1959    | 25       |                             |                             |                             |
| 7               | Карлуш Мануел        | Бенфіка            | 15 січня 1958     | 26       |                             |                             |                             |
| 13              | Антоніу Соуза        | Порту              | 28 квітня 1957    | 27       |                             |                             |                             |
| 14              | Антоніу Фрашку       | Порту              | 16 січня 1955     | 29       |                             |                             |                             |
| 15              | Жаймі Пашеку         | Порту              | 22 липня 1958     | 25       |                             |                             |                             |
| 16              | Антоніу Баштуш Лопіш | Бенфіка            | 19 листопада 1953 | 30       |                             |                             |                             |
| Захисники       |                      |                    |                   |          |                             |                             |                             |
| 8               | Антоніу Велозу       | Бенфіка            | 31 січня 1957     | 27       |                             |                             |                             |
| 9               | Жуау Домінгуш Пінту  | Порту              | 21 листопада 1961 | 22       |                             |                             |                             |
| 10              | Антоніу Ліма Перейра | Порту              | 1 лютого 1952     | 32       |                             |                             |                             |
| 11              | Еуріку Гомеш         | Порту              | 29 вересня 1955   | 28       |                             |                             |                             |
| 17              | Алвару Магальяйш     | Бенфіка            | 3 січня 1961      | 23       |                             |                             |                             |
| 18              | Едуарду Луїш         | Порту              | 6 грудня 1955     | 28       |                             |                             |                             |
| Головний тренер |                      |                    |                   |          |                             |                             |                             |
| Португалія      | Фернанду Кабріта     |                    | 1 травня 1923     | 61       | Середній вік гравців: 28,71 | Середній вік гравців: 28,71 | Середній вік гравців: 28,71 |
|                 |                      |                    |                   |          |                             |                             |                             |

| Гравців національного чемпіонату: | Гравців національного чемпіонату:         | 20    |
|                                   | Порту                                     | 9     |
|                                   | Бенфіка                                   | 8     |
|                                   | Віторія, Портімоненсі, Спортінг (Лісабон) | по 1  |
| Легіонерів:                       | Легіонерів:                               | немає |